# Národní den pro pravdu a usmíření
Národní den pro pravdu a usmíření, známý také jako Den oranžové košile, byl v Kanadě ustaven 30. září 2021 státním svátkem. Tento svátek připomíná oběti Kanadských rezidenčních škol pro původní obyvatele.

## Historie svátku
Inspirace pro tento svátek vzešla od Phyllis Jack Webstad, ženy, která prošla rezidenční školou v Britské Kolumbii ve školním roce 1973/1974, tedy ve svých šesti letech. I přes špatnou finanční situaci v rodině jí babička koupila do školy nové oblečení. Malá Phyllis si vybrala oranžovou košili, kterou jí ale na místě zabavili, společně s veškerými dalšími osobními věcmi. Tanto příběh pak na jaře roku 2013 vyprávěla v rámci setkání přeživších ve Williams Lake v Britské Kolumbii. Díky tomu se oranžová košile stala symbolem připomínajícím osudy dětí z Kanadských rezidenčních škol a proces odebrání původní identity, který byl záměrem rezidenčních škol.
Od roku 2021 je 30. září připomínáno jako den, kdy děti původních obyvatel odcházely ze svých domovů a nastupovaly do rezidenčních škol. Heslem tohoto dne je prohlášení „Na každém dítěti záleží“ (v originále „Every Child Matters“), které připomíná, že příslušníci všech kultur jsou plnohodnotnými členy společnosti a jejich prožitky jsou důležité.